# الن گریسی نورث فلیت
الن گریسی نورث فلیت (انگلیسی: Ellen Gracie Northfleet؛ زادهٔ ۱۶ فوریهٔ ۱۹۴۸) قاضی، و وکیل اهل برزیل است.
وی همچنین برندهٔ جوایزی همچون برنامه فولبرایت شده‌است.